# Alianza Lima
Alianza Lima (eller bara Alianza) är en peruansk sportklubb från huvudstaden Lima med fotboll och volleyboll på programmet. Klubben bildades den 15 februari 1901 och är, tillsammans med Universitario de Deportes, Perus mest framgångsrika fotbollsklubb.
Grundarna antog det namnet för att hedra stallet Alianza, som tillhör republikens president Augusto B. Leguía, som de använde för att fira sina första matcher. Han anses vara en av de tre stora inom peruansk fotboll. Hittills har den tjugofyra nationella ligor och en peruansk supercup. Hans bästa internationella prestation var 1976 när han blev mästare i Simón Bolívar Cup.

## Historia

### Grundande
Club Sport Alianza, som klubben ursprungligen hette, grundades den 15 februari 1901 på gatan Cotabambas, i stadsdelen Chacaritas. Klubben tog namnet Alianza för att hedra stallet Alianza som ägs av tidigare presidenten Augusto B. Leguía , i vilken platsens arbetare gav dem tillstånd att spela i nämnda kavalleri och sålunda träna fotboll. Platsen låg i centrala Lima. Tanken var att bilda en fotbollsklubb som skulle representera stadsdelen i matcher mot lag från andra stadsdelar. På dagen för stiftelsen åkte de till den femte som heter Los Gallinacitos, närmare bestämt till ett hus som var signerat med siffrorna 323 och 327, ägt av familjen Chacaltana, där Alliance-klubben grundades. Alla pojkarna bodde i staden Lima och kom från familjer som arbetade med snickeri, grönsakshandel och marknadsföring. De första spelarna tillhörde arbetarklassen. Det interna klimatet som fanns mellan grundarna gjorde att de blev kända under smeknamnet Los Intimos.

### Peruanska fotbollsligan (LPFB) (1912-1921)
Sport Alianza uppnådde sin första titel sex år efter sin debut i den peruanska fotbollsligan. Laget började spela i ligan 1912, och efter en fruktbar kampanj vann den 1918 års mästerskap. Mellan åren 1912 och 1919 använde klubben två vanliga spelställ: en med helblå skjorta och en annan vit med randig design, med blå ärmar och en vertikal blå rand i mitten. Den 5 maj 1912 spelade Sport Alianza sin första officiella match mot Jorge Chávez. Mötet hölls inom den första turneringen som anordnades av den peruanska fotbollsligan, som spelades till 1921. Året 1919 var speciellt för klubben, då den vann titeln för andra gången i rad. Dessutom vann de den peruanska mästarcupen samma dag, en peruansk supercup som bara spelades det året. De blev därmed den första klubben att uppnå en dubbel i peruansk fotboll.  Då var Sport Alianza redan ett populärt lag som hade många följare. 1920-talet markerade två viktiga händelser i klubbens historia. Den bytte namn från Sport Alianza till Alianza Lima. Under årtiondet anslöt också Alejandro Villanueva som spelade med en spelstil som blev karatäristisk för klubben. Han erkändes för sin goda teknik, avlånga och mörka figur. Han gillade inspiration och genialitet.

## Fotboll

### Meriter, nationellt
- Torneo Descentralizado
  - Vinnare (25): 1918, 1919, 1927, 1928, 1931, 1932, 1933, 1948, 1952, 1954, 1955, 1962, 1963, 1965, 1975, 1977, 1978, 1997, 2001, 2003, 2004, 2006, 2o17, 2021, 2022.
- Torneo del Inca
  - Vinnare (1): 2014.[18][19]
- Torneo Apertura
  - Vinnare (5): 1997, 2001, 2004, 2006, 2017.
- Torneo Clausura
  - Vinnare (7): 1997, 1999, 2003, 2017, 2019, 2021, 2022.
- Copa de Campeones
  - Vinnare (1): 1919.[20][21]

### Meriter, CONMEBOL-tävlingar
- Copa Libertadores: Deltagit 23 gånger

Bästa resultat: Semifinal 1968 och 1978

## Volleyboll
Damlaget har som bäst blivit tvåa i Liga Nacional Superior de Voleibol (den högsta serien) och trea i Campeonato Sudamericano de Clubes de Voleibol Femenino.